# Amber Borycki
Amber Borycki (* 6. Juni 1983 in Vancouver, British Columbia) ist eine kanadische Schauspielerin.

## Leben
Sie ist die Tochter eines Künstlers und einer Raumgestalterin und wuchs mit zwei jüngeren Schwestern auf. Im Alter von 12 Monaten war sie in Michael Crichtons Film Runaway – Spinnen des Todes als Baby zu sehen, das vor Killer-Robotern gerettet wird. Während der Schulzeit spielte sie im Highschool-Theater.  Danach hatte sie Auftritte in lokalen Fernsehserien und spielte führende Rollen im Sci-Fi-Film Loch Ness – Die Bestie aus der Tiefe sowie in Nightmare – Der Tod wartet auf dich. Sie hatte Rollen in Scary Movie 4, Rache ist sexy und eine Hauptrolle in der Komödie Shred.

## Filmografie (Auswahl)
- 1984: Runaway – Spinnen des Todes (Runaway)
- 2006: Scary Movie 4
- 2006: Rache ist sexy (John Tucker Must Die)
- 2006: Kyle XY (Fernsehserie, Folge 1x01)
- 2006: Eureka – Die geheime Stadt (Eureka, Fernsehserie, Folge 1x03)
- 2007: Blood Ties – Biss aufs Blut (Blood Ties, Fernsehserie, 2 Folgen)
- 2007: Loch Ness – Die Bestie aus der Tiefe (Beyond Loch Ness, Fernsehfilm)
- 2007: Aliens in America (Fernsehserie, 3 Folgen)
- 2008: Nightmare – Der Tod wartet auf dich (Nightmare at the End of the Hall, Fernsehfilm)
- 2008: Shred
- 2009: Harper’s Island (Fernsehserie, 9 Folgen)
- 2011: Pizza Man
- 2011: Sleepaway Camp Reunion